# D
A letra D (dê) é a quarta letra do alfabeto latino básico.

## História
A letra D tem sua origem na escrita hierática egípcia, seu ancestral mais antigo recebeu o nome de deret (mão), quando os fenícios o adotaram, o mesmo passou a se chamar daleth (porta). Os gregos, ao empregarem a letra fenícia lhe deram o nome de Delta (Δ, δ) e a forma de um triângulo. Os etruscos e os romanos também empregaram o delta e foram os responsáveis pelo desenho do D que conhecemos hoje.

## Fonética e códigos
D é uma consoante linguodental sonora.

## Significados de D
- O "dalet" dos fenícios significava "porta" e era representado pelo hieróglifo egípcio simplificado de uma porta. Deu origem ao "delta" dos gregos e ao nosso D.
- D representa a nota musical Ré em algumas línguas (por exemplo. inglês e alemão)
- D vale 500 na numeração romana
- D. é usado como abreviação de Dom ou Dona.